# Tori-Cada
Tori-Cada est un arrondissement situé dans le département de l'Atlantique au Bénin.  Il est placé sous  juridiction administrative de la commune de Tori-Bossito.

## Histoire
Tori-cada devient officiellement un arrondissement le 27 mai 2013 après la délibération et adoption par l'assemblée nationale du Bénin en sa séance du 15 février 2013 de la loi n° 2013-O5 du 15/02/2013 portant création, organisation, attributions et fonctionnement des unités administratives locales en République du Bénin,,.

## Administration
Tori-Cada  fait partie des six arrondissements que compte la commune de Tori-Bossito. Cet arrondissement compte 15 villages: Adjaha, Anavié, Dohinoukou, Dokanmè, Gbégoudo, Gbétaga, Gbohoué, Hêtin-yénawa, Houédagba, Lokossa, Sogbé, Soklogbo, Tori-cada centre, Zèbè et Zougoudo. 

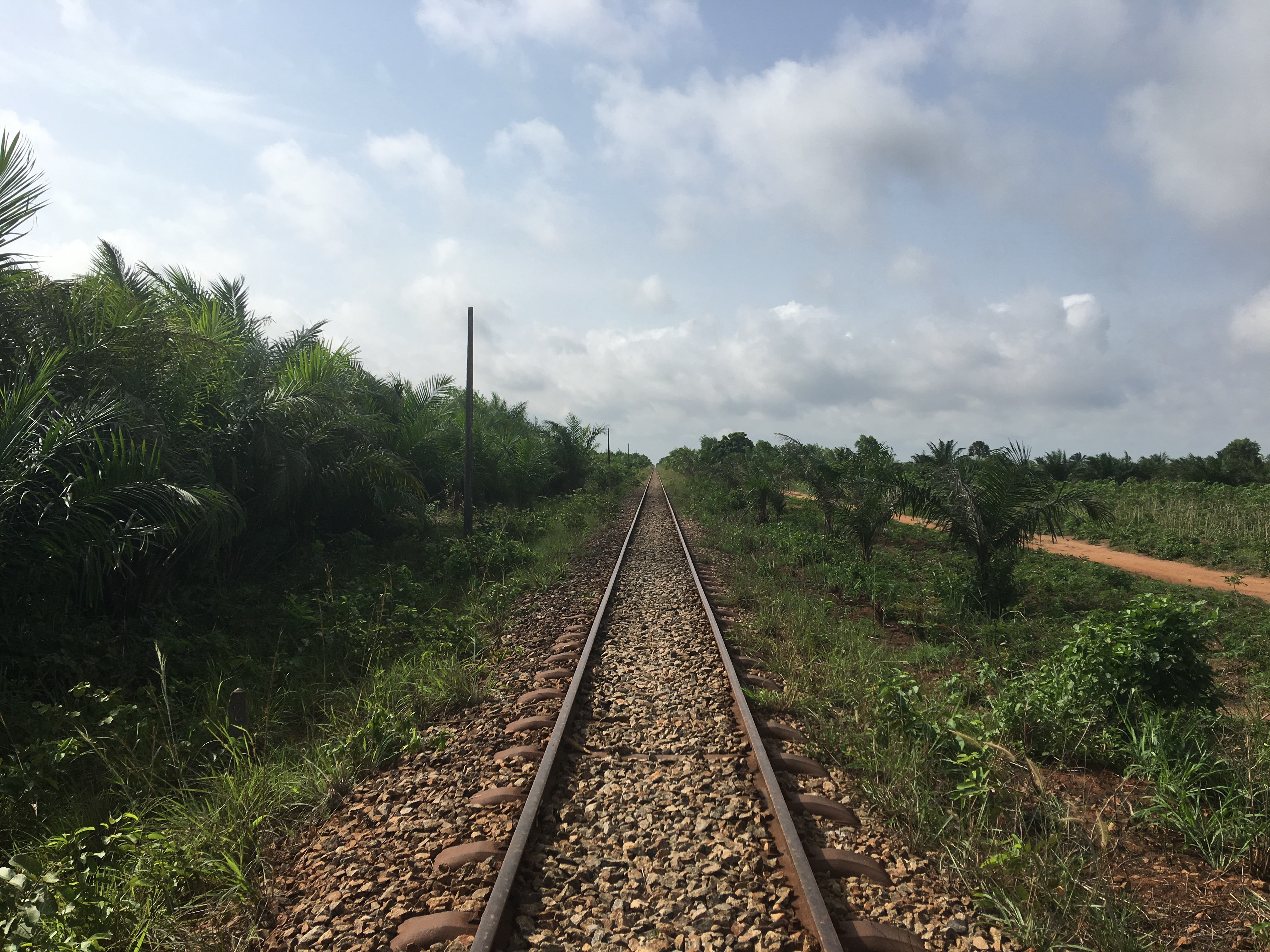
Chemin de fer à Tori-Bossito

## Population
Selon le recensement général de la population et de l'habitation (RGPH4) de l'institut national de la statistique et de l'analyse  économique (INSAE) au Bénin en 2013, la population de Tori-Cada s'élève à 15729 habitants.
| Indicateur           | 2013  |
| -------------------- | ----- |
| Nombre de ménages    | 3068  |
| Population féminine  | 7890  |
| Population masculine | 7839  |
| Population totale    | 15729 |

## Galerie de photos

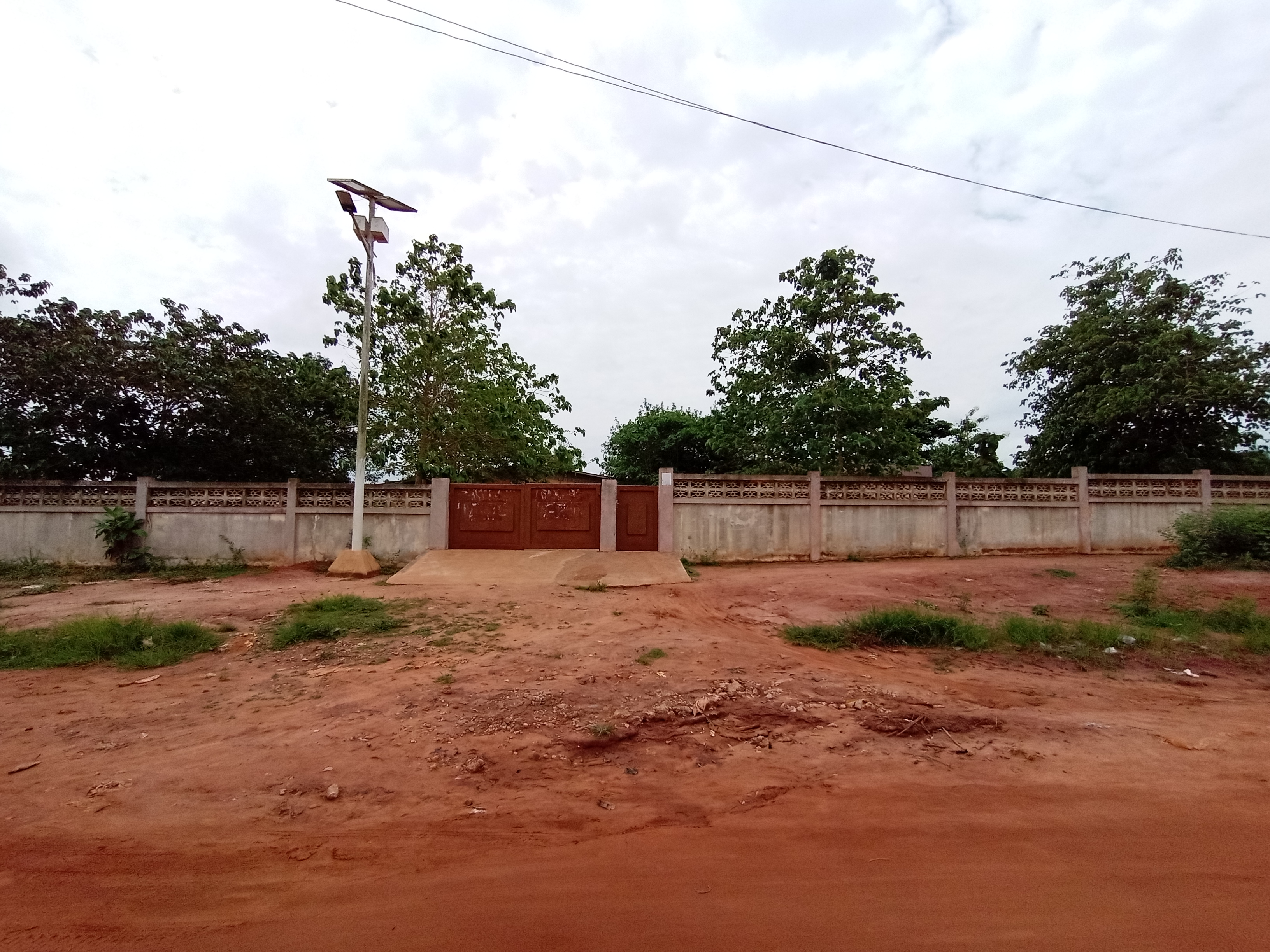
Bureau de l'arrondissement de Tori-Azohoue-Cada(Entrée principale)
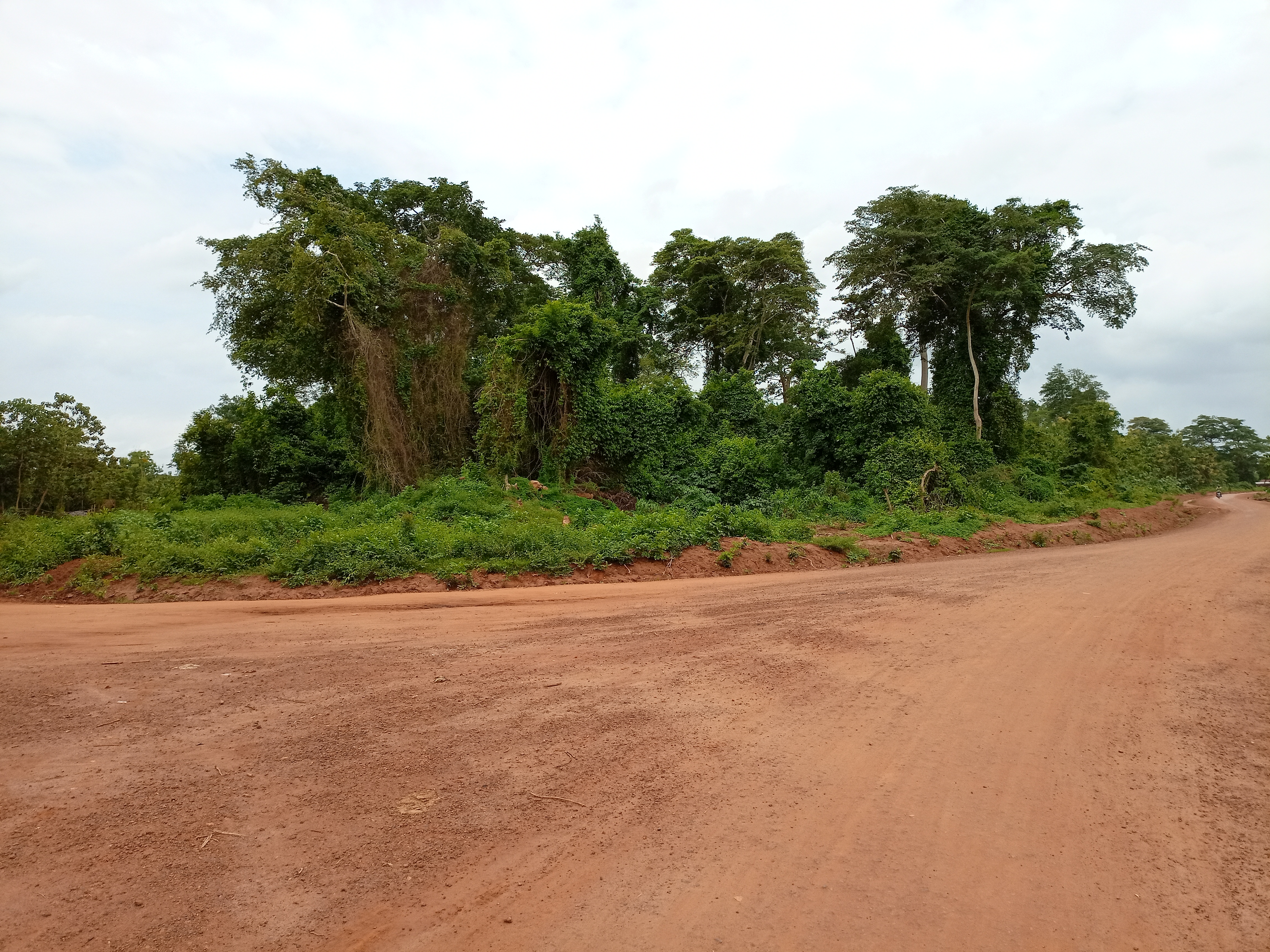
Vodounzoun ou forêt du Vodoun
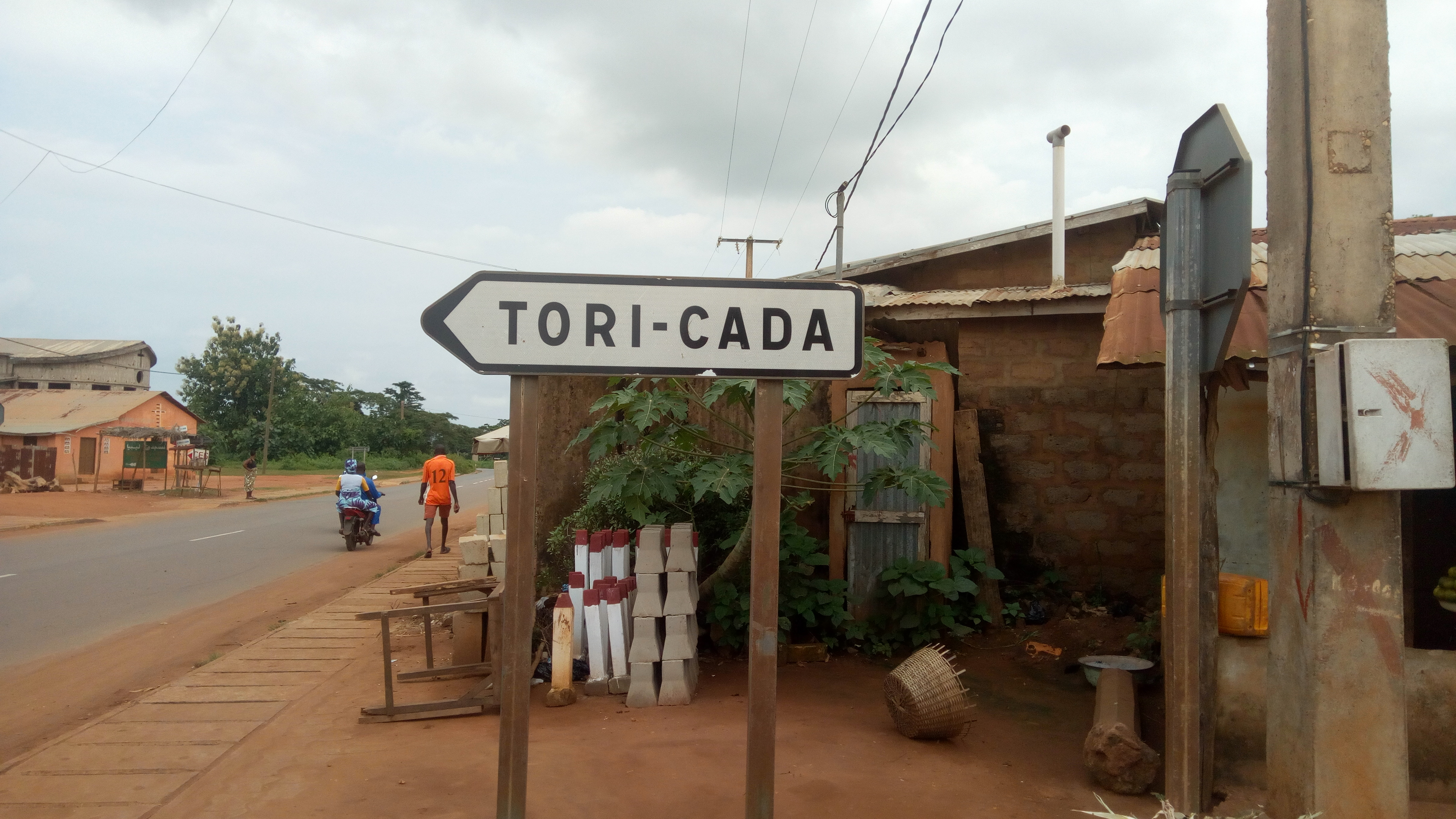
Plaque Tori-Cada
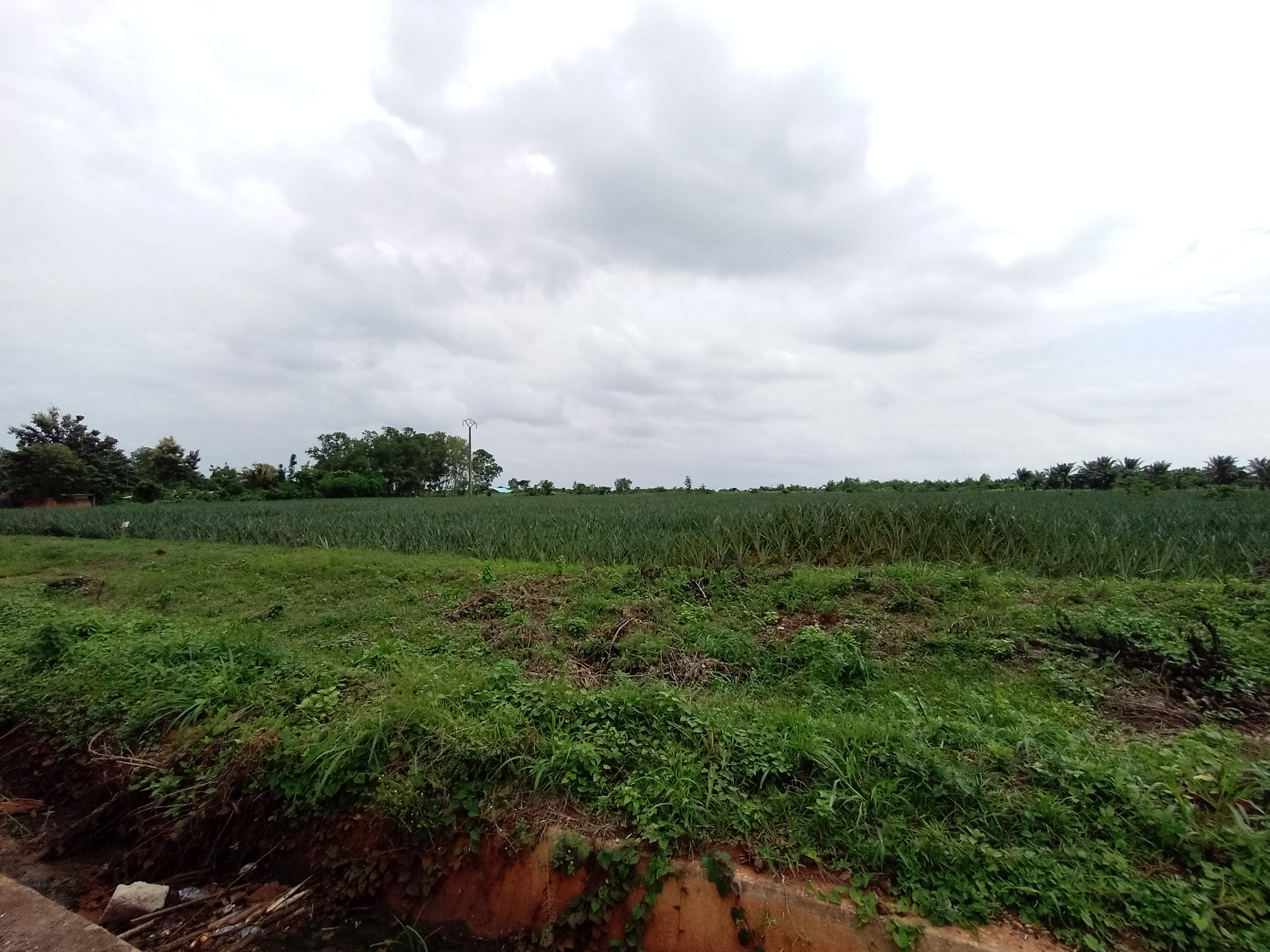
Culture de l'ananas à Tori-Azohoue-Cada